# Universal Music Group Nashville
Universal Music Group Nashville est un label discographique américain et filiale de Universal Music Group spécialisée dans la musique country. MCA Nashville Records, Capitol Records Nashville, EMI Records Nashville et Mercury Records Nashville font partie des labels de ce groupe.